# ابراهیم‌آباد (سروآباد)
ابراهیم‌آباد (سروآباد)، روستایی از توابع بخش مرکزی شهرستان سروآباد در استان کردستان ایران است.

## جمعیت
این روستا در دهستان رزآب قرار دارد و براساس سرشماری مرکز آمار ایران در سال ۱۳٩٥، جمعیت آن ٤٩٦ نفر (١٦٠خانوار) بوده‌است.